# Пам'ятки архітектури Погребищенського району
У Липовецькому районі Вінницької області під охороною держави знаходиться 14 пам'яток архітектури і містобудування, з них 5 — національного значення.
| Пор. №                 | Найменування пам'ятки                             | Датування              | Місцезнаходження             | Охоронний номер        | Дата та № рішення взяття на облік                    |
| Національного значення | Національного значення                            | Національного значення | Національного значення       | Національного значення | Національного значення                               |
| ---------------------- | ------------------------------------------------- | ---------------------- | ---------------------------- | ---------------------- | ---------------------------------------------------- |
| с. Андрушівка          |                                                   |                        |                              |                        |                                                      |
| 1                      | Палац                                             | к.18 ст.               | с. Андрушівка, вул. Калініна | 979                    | -ІІ-                                                 |
| с. Круподеринці        |                                                   |                        |                              |                        |                                                      |
| 2                      | Садибний будинок                                  | с.19 ст.               | вул..Годзівка                | 980                    | -ІІ-                                                 |
| 3                      | Церква-мавзолей                                   | 1910 р.                | вул. Нижня Гута              | 981                    | -ІІ-                                                 |
| с. Спичинці            |                                                   |                        |                              |                        |                                                      |
| 4                      | Палац                                             | 19 ст.                 | вул. Центральна              | 982                    | -ІІ-                                                 |
| 5                      | Церква Св. Параскеви                              | с 19 ст.               | вул. Загороднього            | 983                    | -ІІ-                                                 |
| Місцевого значення     |                                                   |                        |                              |                        |                                                      |
| м. Погребище           |                                                   |                        |                              |                        |                                                      |
| 6                      | Парк                                              | 18-19 ст.              | м. Погребище, вул. Шевченка  | 244-М                  | Розпорядження ОДА № 78 від 19.02.96 р                |
| с. Круподеринці        |                                                   |                        |                              |                        |                                                      |
| 7                      | Пам'ятник морякам, які загинули в Цусімському бою | 1914 р.                | вул. Нижня Гута              | 167-М                  | Рішення виконкому облради нар. деп.від 14.02.91 № 43 |
| 8                      | Млин                                              | 1896 р.                | вул. Центральна              | 166-М                  | -//-                                                 |
| с. Новофастів          |                                                   |                        |                              |                        |                                                      |
| 9                      | Млин                                              | 1896 р.                | вул. Садова                  | 168-М                  | -//-                                                 |
|                        | Садиба Боровських                                 | 19 ст.                 | вул. Центральна              | 169-М/0                | -//-                                                 |
| 10                     | Флігель                                           | 19 ст.                 | вул. Центральна              | 169-М/1                | -//-                                                 |
| 11                     | Парк                                              | 19 ст.                 | вул. Центральна              | 169-М/2                | -//-                                                 |
| с. Сніжна              |                                                   |                        |                              |                        |                                                      |
| 12                     | Парк                                              | 19 ст.                 | с. Сніжна, вул. Центральна   | 243-М                  | Розпорядження ОДА № 78 від 19.02.96 р                |
| с. Спиченці            |                                                   |                        |                              |                        |                                                      |
| 13                     | Флігель                                           | 18-п.19.ст.            | с. Спиченці                  | 316-М/1                | -//-                                                 |
| 14                     | Парк                                              | 18-п.19.ст.            | с. Спиченці                  | 316-М/2                | -//-                                                 |
|                        |                                                   |                        |                              |                        |                                                      |